# 4 in Love (nhóm nhạc)
4 in Love là một cựu ban nhạc pop nữ của Đài Loan. Năm 2000, hãng BMG đã tuyển chọn bốn cô gái tuổi từ 16 đến 19 và đặt tên là 4 in Love.
Lãnh Gia Lâm, Hoàng Tiểu Nhu, Dương Thừa Lâm và Trương Kỳ Huệ mỗi người được nhận cái tên mới dựa trên các dạng thời tiết khác nhau, lần lượt là: Cloudie (mây mù), Sunnie (có nắng), Rainie (mưa nhiều) và Windie (lộng gió). Chiến lược của hãng dành cho nhóm là phát huy giọng nói như búp bê của họ và quảng bá như là "Nhóm nhạc 3D đầu tiên trên thế giới."
Video âm nhạc cho đĩa đơn đầu tay "Fall in Love" chính là MV đầu tiên trong ngành công nghiệp âm nhạc Đài Loan sử dụng hoạt hình máy tính ba chiều. Năm 2001, album thứ 2 và cũng là album cuối cùng Ai sợ ai (誰怕誰) đã đem về cho nhóm Giải Bạc ở hạng mục Nghệ sĩ được yêu thích nhất (Most Adored Artiste) tại Lễ trao giải Kim Khúc của Malaysia.
Mặc dù sự xuất hiện của Dương Thừa Lâm trong bộ phim truyền hình đình đám Vườn sao băng đã giúp nâng tầm hình ảnh của nhóm nhưng cuối cùng thì độ nổi tiếng của 4 in Love vẫn là một dấu hỏi lớn. Tại buổi ký tặng đầu tiên của nhóm, chỉ có số ít người hâm mộ có mặt. Các ca khúc của nhóm, ngoại trừ bài "1001 Điều Nguyện Ước" (一千零一個願望), thì đều hiếm khi thành công trên các bảng xếp hạng âm nhạc. Cuối cùng vào năm 2002 thì nhóm tan rã.

## Thành viên
| Danh sách thành viên của 4 in Love | Danh sách thành viên của 4 in Love | Danh sách thành viên của 4 in Love | Danh sách thành viên của 4 in Love | Danh sách thành viên của 4 in Love |
| Nghệ danh                          | Tên tiếng Anh                      | Ngày sinh                          | Quốc tịch                          |                                    |
| ---------------------------------- | ---------------------------------- | ---------------------------------- | ---------------------------------- | ---------------------------------- |
| Lãnh Gia Lâm 冷嘉琳                | Cloudie Ling                       | 12 tháng 11, 1981                  | Đài Loan                           |                                    |
| Hoàng Tiểu Nhu 黃小柔              | Sunnie Huang                       | 13 tháng 10, 1982                  | Đài Loan                           |                                    |
| Dương Thừa Lâm 楊丞琳              | Rainie Yang                        | 4 tháng 6, 1984                    | Đài Loan                           |                                    |
| Trương Kỳ Huệ 張棋惠               | Windie Zhang                       | 5 tháng 6, 1984                    | Đài Loan                           |                                    |

## Danh sách đĩa nhạc

### Album
| Tựa đề           | Ngày phát hành            | Danh sách bài hát |
| ---------------- | ------------------------- | --- |
| Fall In Love     | Ngày 16 tháng 11 năm 2000 | 1. Fall in love 2. 你休想 3. Print my heart 4. 爱还在 5. 爱情魔法书 6. 莫非 7. 爱的祈祷 8. 超时空要爱 9. 借我你的手 10. 再见中国海 |
| 誰怕誰 Ai sợ ai? | Ngày 19 tháng 7 năm 2001  | 1. 戀愛革命 2. 誰怕誰 3. 一千零一個願望 4. 他到底哪一點好 5. 最驕傲的事 6. 命中註定 7. 觸電 8. 想Say Yes 9. 改變自己 10. You & Me  |